# (1271) Изергина
(1271) Изергина (лат. Isergina) — астероид главного пояса. Он был открыт 10 октября 1931 года советским астрономом Григорием Неуймином в Симеизской обсерватории в СССР и назван в честь известного русского врача Петра Васильевича Изергина.

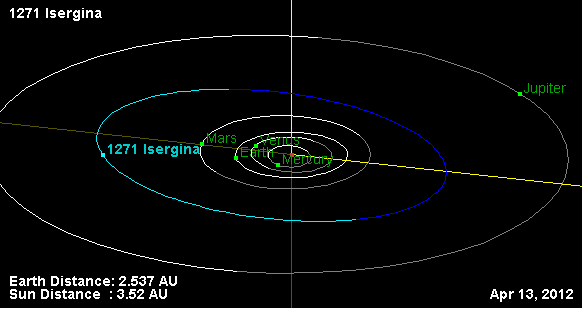
Орбита астероида Изергина и его положение в Солнечной системе